# تپه کهریز صفی خانی
تپه کهریز صفی خانی مربوط به دوران پیش از تاریخ ایران باستان - است و در شهرستان نهاوند، بخش خزل، روستای کهریز صفی خانی واقع شده و این اثر در تاریخ ۲۴ اسفند ۱۳۸۳ با شمارهٔ ثبت ۱۱۴۳۷ به‌عنوان یکی از آثار ملی ایران به ثبت رسیده است.